# Liu Linrui
Liu Linrui (chin. 刘麟瑞; Zi: Shiqi 石奇; * 1917 in Cangzhou, Provinz Hebei; † 1995 in Peking) war ein hui-chinesischer Arabist und Übersetzer. Er war Professor für Arabisch an der Peking-Universität und galt als nationaler Experte.
Er studierte an der al-Azhar-Universität in Ägypten. Nach seiner Rückkehr nach China arbeitete er am Nanjing College für Orientalische Sprachen und der Fakultät für Orientalische Sprachen und Literatur der Peking-Universität. Er gilt als einer der Pioniere der Arabistik in der chinesischen Hochschulbildung.
Er arbeitete als Dolmetscher für Mao Zedong, Zhou Enlai, Liu Shaoqi und andere Persönlichkeiten aus Partei- und Staatsführung und besuchte viele wichtige internationale Konferenzen.
Liu war Mitglied der Chinesischen Gesellschaft für Arabische Literatur und korrespondierendes Mitglied der Jordanischen Akademie der Arabischen Sprache. Er war einer der Fellows des Königlichen Aal al-Bayt Instituts für islamisches Denken (Royal Aal Al-Bayt Institute for Islamic Thought).
Er war unter anderem Hauptherausgeber des Hanyu Alaboyu cidian / Muʻjam al-Sīnīyah al-ʻArabīyah (Chinesisch-Arabisches Wörterbuch) und arbeitete an verschiedenen anderen Arabisch-Wörterbüchern mit.